# Афросимовский (платформа)
Афросимовский — остановочный пункт Приволжской железной дороги на
линии Ртищево — Саратов, расположен в Екатериновском районе Саратовской области. Осуществляется пригородная перевозка пассажиров. Грузовые операции не производятся.